# گوشلینه
گوشلینه (به لاتین: Gośliny) یک روستا در لهستان است که در گمینا بیاوا راوسکا واقع شده‌است. گوشلینه ۱۲۰ نفر جمعیت دارد و ۱۸۰ متر بالاتر از سطح دریا واقع شده‌است.